# Salame mantovano
Il salame mantovano è un preparato a base di carne suina. 
La richiesta per il riconoscimento del marchio denominazione di origine protetta è stata inoltrata alla comunità europea.

## Storia
Ci sono testimonianze dagli scavi del Forcello, a sud di Mantova, che anche gli Etruschi consumassero carne suina.
Nel rinascimento i Gonzaga avevano a corte dei masin o masalin (norcino), che erano figure richieste e definiti "perfecto maestro de tal mestero". Isabella d'Este era ghiotta del salame (anche in alcune varianti come il "Salame della Lingua").

## Caratteristiche

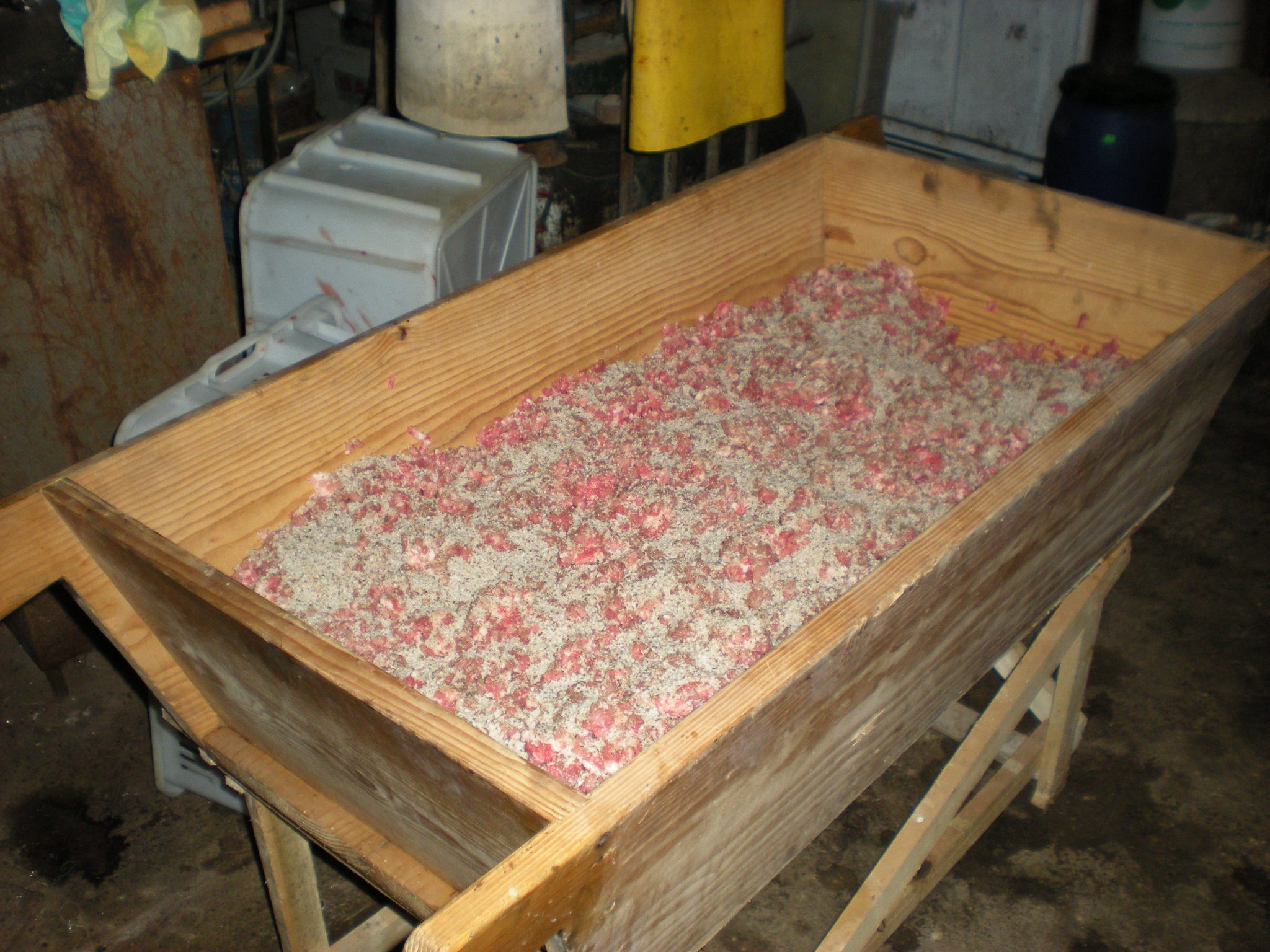
La concia

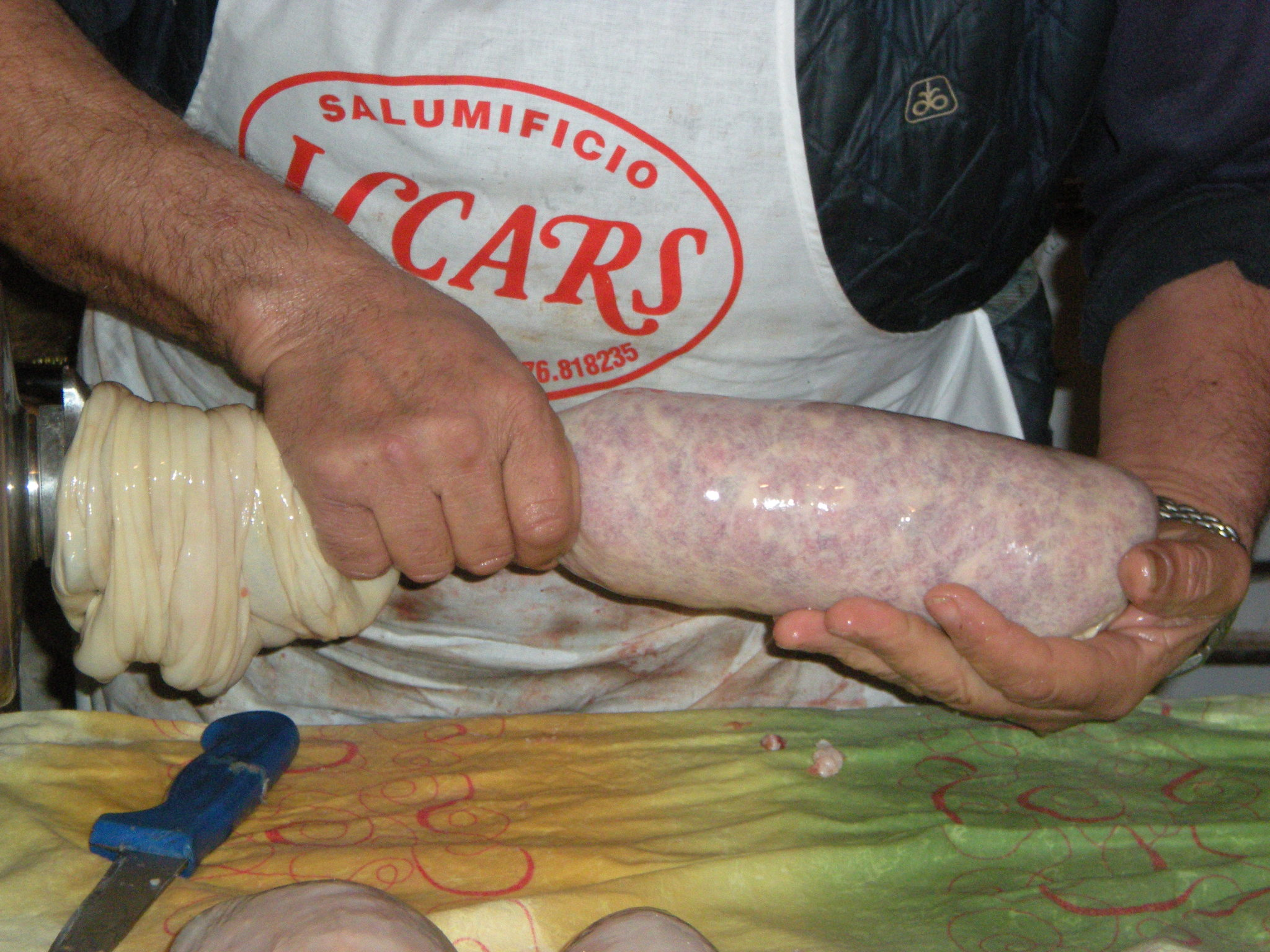
Preparazione del salame

Il colore è rosso fragola, la pasta compatta e morbida, punteggiata di grassoli bianchi o rosa, mentre l'aggiunta di pepe e aglio fresco conferisce un caratteristico profumo e un sapore inconfondibile.
La preparazione prevede esclusivamente l'uso di carni suine, macinate a grana grossa e condite con sale, pepe e aglio. L'impasto viene poi insaccato in budello di maiale e legato a mano. Successivamente avviene l'importantissimo processo di stagionatura, che può protrarsi dai 3 ai 6 mesi, a seconda delle dimensioni. L'aria umida della Pianura Padana contribuisce a formare le muffe bianche o color tortora, necessarie a garantire la qualità del risultato finale.
Esistono diverse versioni di questo gustoso insaccato. 
Il budello deve essere naturale e può essere di diversi tipi:
- il budello gentile (budello ottenuto dall'intestino retto del suino, molto grasso e di spessore elevato, permette una stagionatura e una conservazione più lunga)
- il budello sottogentile (la parte più interna del gentile, usato per salami di pezzatura medio-piccola ad asciugatura medio-veloce)
- il budello crespo o crespone (ottenuto dal colon, di forma più irregolare)
- la mariola (intestino cieco)